# Устеренка
Устеренка — село в составе Новоникулинского сельского поселения Цильнинского района Ульяновской области. 

## География
Находится на расстоянии примерно 13 километра на юго-запад по прямой от районного центра села Большое Нагаткино. 

## История
Основано предположительно в конце XVII века переселенцами из села Усть-Урень. В 1913 году было 162 двора и 1058 жителей. В советское время работал колхоз «КИМ». В 1990-е годы работало ТОО «Восход».  

## Население
Население составляло 285 человек в 2002 году (русские 44%, чуваши 46%), 399 по переписи 2010 года.